# غريغوري ثيل
غريغوري ثيل (بالفرنسية: Grégory Thil)‏ (مواليد 15 مارس 1980 في كرييل - فرنسا) لاعب كرة قدم فرنسي يلعب حاليا لصالح نادي الدرجة الأولى بولوني الفرنسي منذ 2005 في مركز المهاجم .

## روابط خارجية
- غريغوري ثيل على موقع رابطة كرة القدم الفرنسية للمحترفين (الإنجليزية)
- غريغوري ثيل على موقع قاعدة بيانات كرة القدم.إي يو (الإنجليزية)
- غريغوري ثيل على موقع ليكيب (الفرنسية)
- غريغوري ثيل على موقع Soccerway.com (الإنجليزية)